# Charte départementale de prévention des expulsions
Une charte départementale des expulsions (ou charte départementale des expulsions locatives) est un texte élaboré au niveau départemental français entre les différents acteurs sollicités en cas d'expulsion : préfecture, bailleurs sociaux, magistrats, commission de surendettement des particuliers...
La mise en place de ces chartes fait suite à la loi no 98-657 du 29 juillet 1998 d'orientation relative à la lutte contre les exclusions.

## Application
La création d'une charte de prévention des expulsions est une obligation pour chaque département.
La mise en place de cette charte de prévention contre les expulsions a pour contrepartie de raccourcir les délais d'expulsion.
La circulaire du 9 février 1999 relative à la prévention des expulsions locatives pour impayés aborde à la fois la mise en place des chartes départementales ainsi que des chartes intercommunales ou communales de prévention des expulsions.
Un décret du 31 mars 2016 en précise le contenu ainsi que les modalités d’élaboration et d’évaluation.